# Ancistrus macrophthalmus
Ancistrus macrophthalmus is een straalvinnige vissensoort uit de familie van de harnasmeervallen (Loricariidae). De wetenschappelijke naam van de soort werd voor het eerst geldig gepubliceerd in 1912 door Jacques Pellegrin.